# Richard Barnes (spisovatel)
Richard Barnes (3. října 1944) je britský spisovatel známý svým vztahem se subkulturou mod a rockovou kapelou The Who, o které napsal knihu Maximum R&B. Tvrdí, že pro The Who vymyslel jejich název, když byl spolubydlícím Petea Townshenda.

## The Who
Barnes začal studovat na Ealing Art College ve stejnou dobu jako Pete Townshend, se kterým sdílel byt. Oba poslouchali soul a R&B. Když Townshendova kapela The Detours potřebovala nové jméno, zůstali celou noc vzhůru a navrhovali vtipná jména, dokud Barnes nevymyslel The Who. Zpěvák kapely Roger Daltrey ještě ten samý den jméno schválil.
Na začátku roku 1964 Barnes pracoval jako promotér pro Railway Hotel ve Wealdstoneu. Z hospody odstranil všechna světla s výjimkou dvou růžových a zvýšil vyhřívání, aby vytvořil dusnou atmosféru. Dokázal získat rozsáhlé publikum a pro The Who zařídil vystoupení každé úterý. Barnes věřil, že se The Who rozpadnou v polovině 70. let, a domnívá se, že spolu zůstali jen kvůli penězům.
V roce 1977 spolu Barnes s Townshendem spolupracovali na knize The Story Of Tommy o filmu Tommy, který natočil Ken Russel podle stejnojmenné rockové opery od The Who.
V roce 1982 vyšla poprvé publikace The Who: Maximum R & B, oficiálně autorizovaná biografie The Who s fotografiemi.
Barnes se také objevil v oficiálním dokumentu o The Who "Amazing Journey: The Story of The Who" (2007), v dokumentu o tvorbě alba Quadrophenia nazvaném "Quadrophenia: Can You See the Real Me" (2013) a v řadě dalších dokumentů o The Who, Peteu Townshendovi nebo Keithi Moonovi.

## Subkultura Mod
V roce 1979 Barnes napsal knihu Mods!, ve které popsal subkulturu mod se zaměřením na její londýnskou scénu.